# Tony Award al miglior attore protagonista in un'opera teatrale
Il Tony Award al miglior attore protagonista in un'opera teatrale (Tony Award for Best Performance by a Leading Actor in a Play) è una categoria del Tony Award, e un premio che dal 1947 celebra i migliori attori che hanno ricoperto un ruolo protagonista in spettacoli teatrali nuovi o revival a Broadway.

## Vincitori e candidati

### Anni 1940
- 1947
  - José Ferrer – Cyrano de Bergerac
  - Fredric March – Years Ago
- 1948
  - Henry Fonda – Mister Roberts
  - Paul Kelly – Command Decision
  - Basil Rathbone – The Heiress

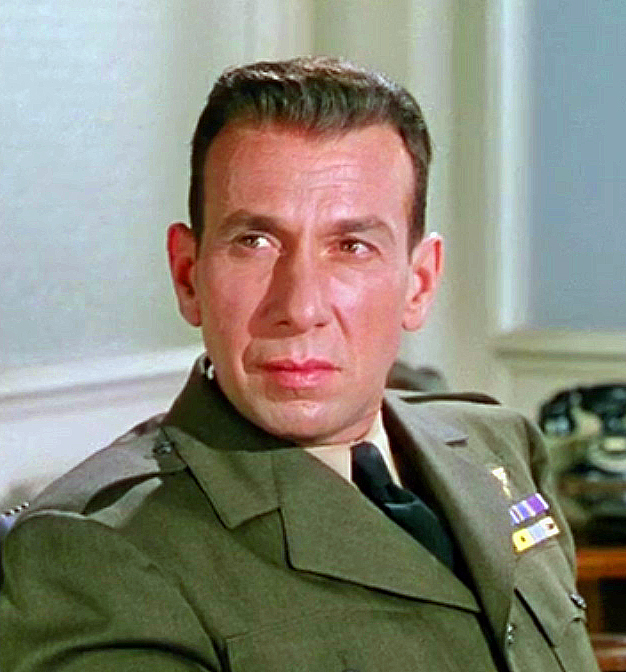
José Ferrer, vincitore nel 1947 e nel 1952

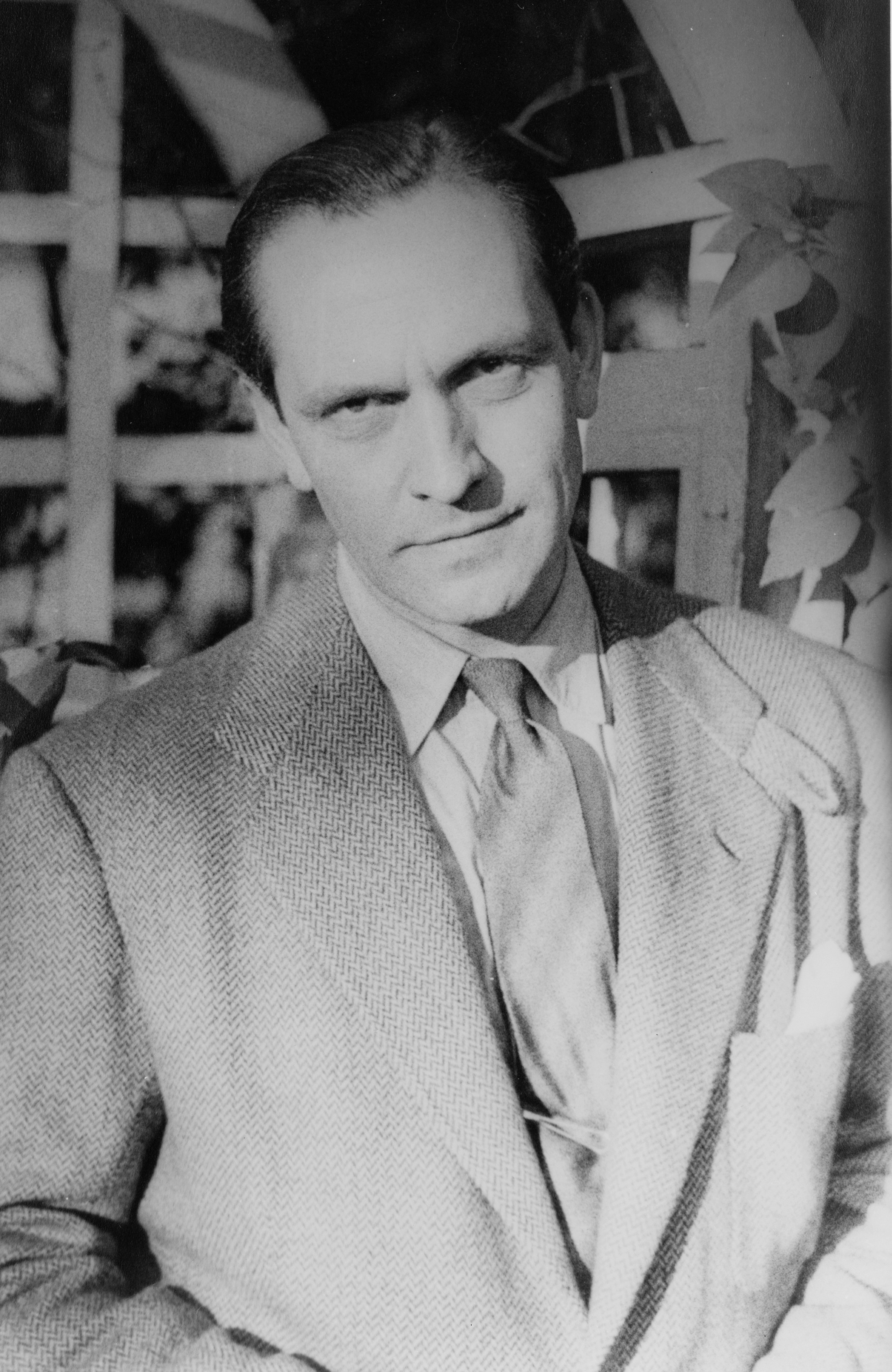
Fredric March, vincitore nel 1947 e nel 1957

- 1949: Rex Harrison – Anne of the Thousand Days

### Anni 1950

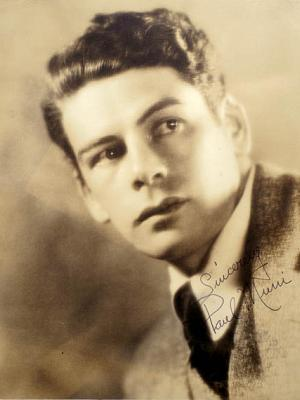
Paul Muni, vincitore nel 1956

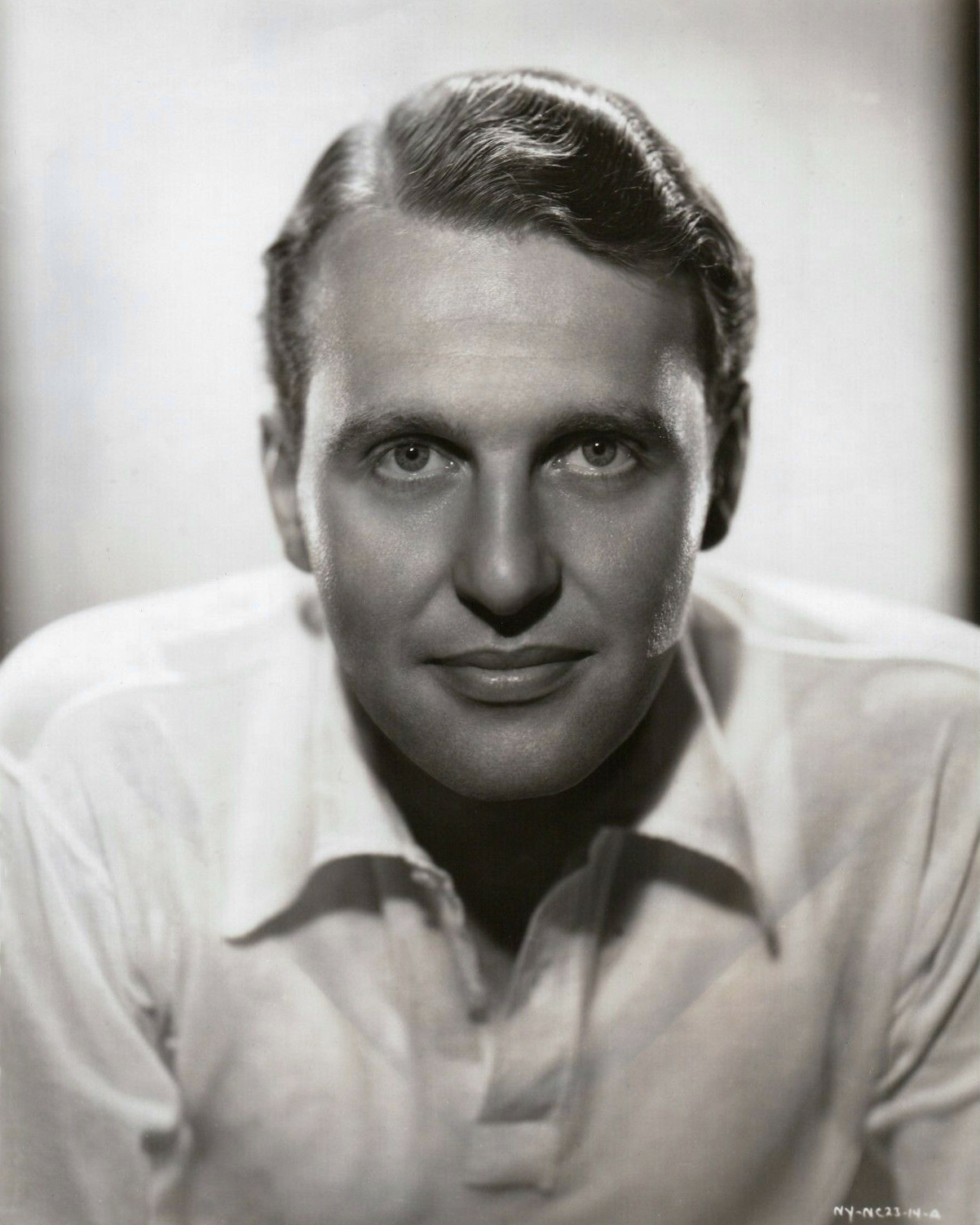
Ralph Bellamy, vincitore nel 1958

- 1950: Sidney Blackmer – Come Back, Little Sheba
- 1951: Claude Rains – Darkness at Noon
- 1952: José Ferrer – The Shrike
- 1953: Tom Ewell – The Seven Year Itch
- 1954: David Wayne – The Teahouse of the August Moon
- 1955: Alfred Lunt – Quadrille
- 1956
  - Paul Muni – Inherit the Wind nel ruolo di Henry Drummond
  - Ben Gazzara – Un cappello pieno di pioggia
  - Boris Karloff – The Lark
  - Michael Redgrave – La guerra di Troia non si farà
  - Edward G. Robinson – Middle of the Night
- 1957
  - Fredric March – Lungo viaggio verso la notte nel ruolo di James Tyrone Sr.
  - Maurice Evans – The Apple Cart
  - Wilfred Hyde-White – The Reluctant Debutante
  - Eric Portman – Separate Tables
  - Ralph Richardson – The Waltz of the Toreadors
  - Cyril Ritchard – Visit to a Small Planet
- 1958
  - Ralph Bellamy – Sunrise at Campobello nel ruolo di Franklin Delano Roosevelt
  - Richard Burton – Time Remembered
  - Hugh Griffith – Look Homeward, Angel
  - Laurence Olivier – The Entertainer
  - Anthony Perkins – Look Homeward, Angel
  - Peter Ustinov – Romanoff and Juliet
  - Emlyn Williams – A Boy Growing Up
- 1959
  - Jason Robards – The Disenchanted nel ruolo di Manley Halliday
  - Cedric Hardwicke – A Majority of One
  - Alfred Lunt – La visita della vecchia signora
  - Christopher Plummer – J.B.
  - Cyril Ritchard – The Pleasure of His Company
  - Robert Stephens – Epitaph for George Dillon

### Anni 1960
- 1960

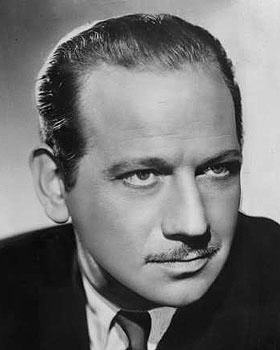
Melvyn Douglas, vincitore nel 1960

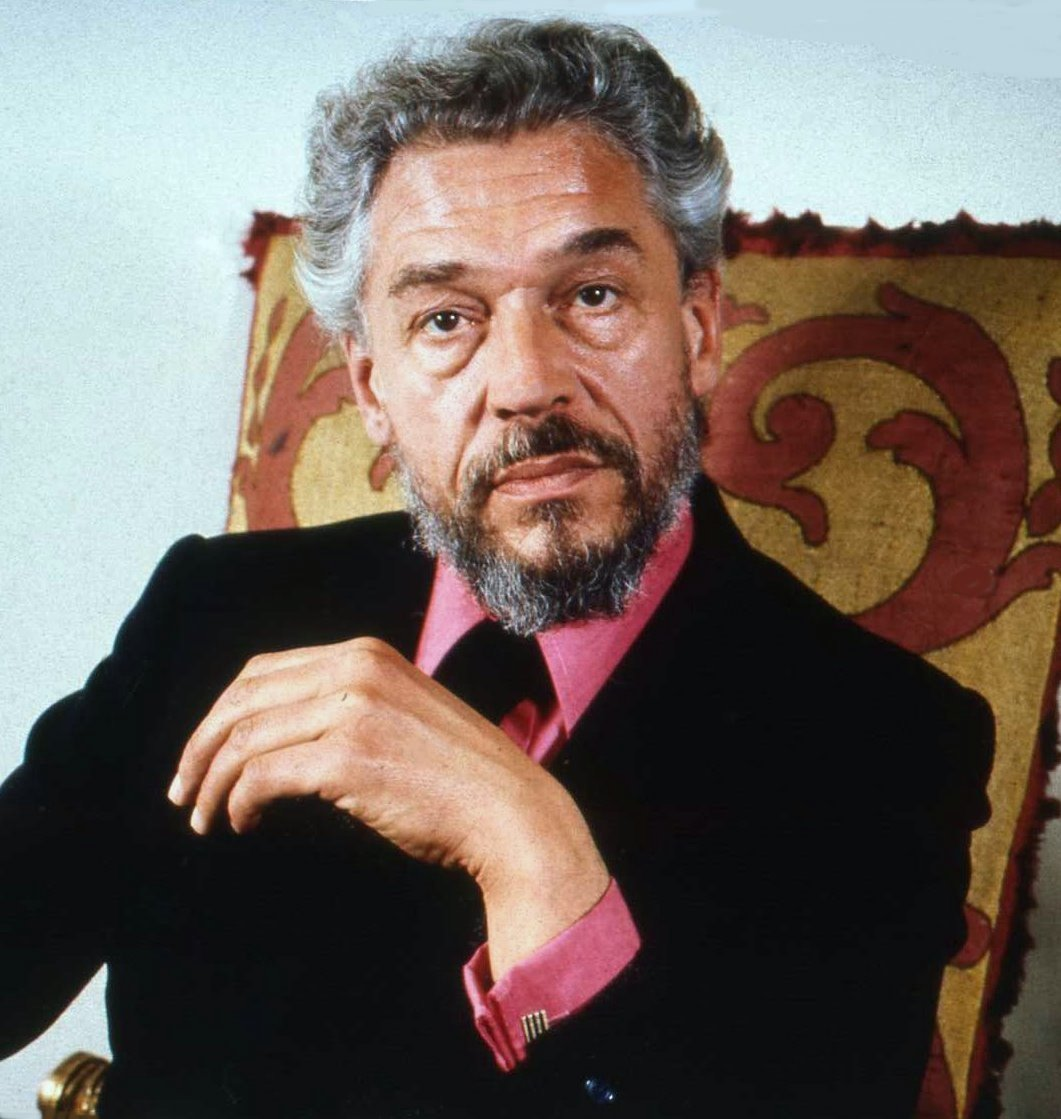
Paul Scofield, vincitore nel 1962

Alec Guinness, vincitore nel 1964

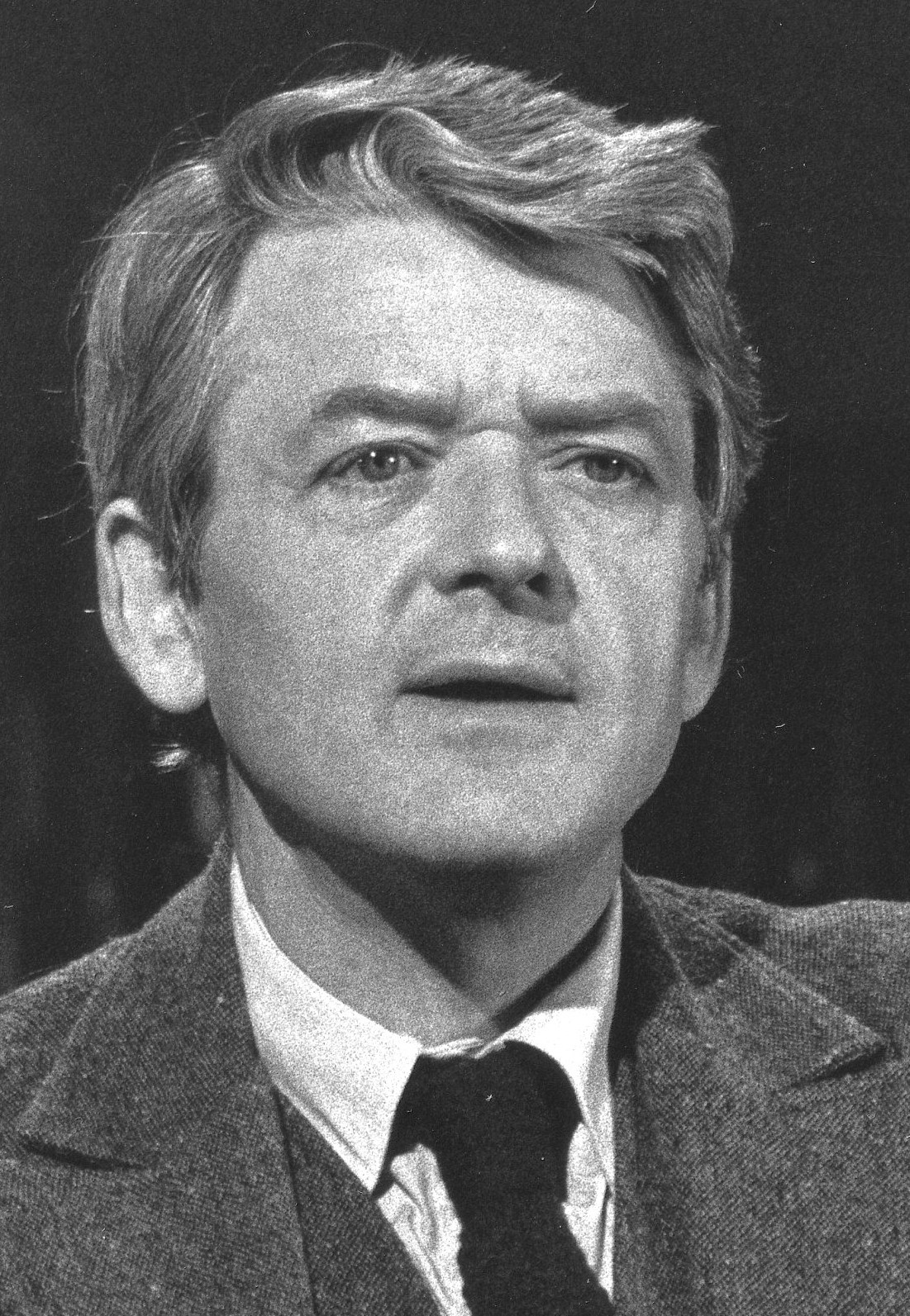
Hal Holbrook, vincitore nel 1966

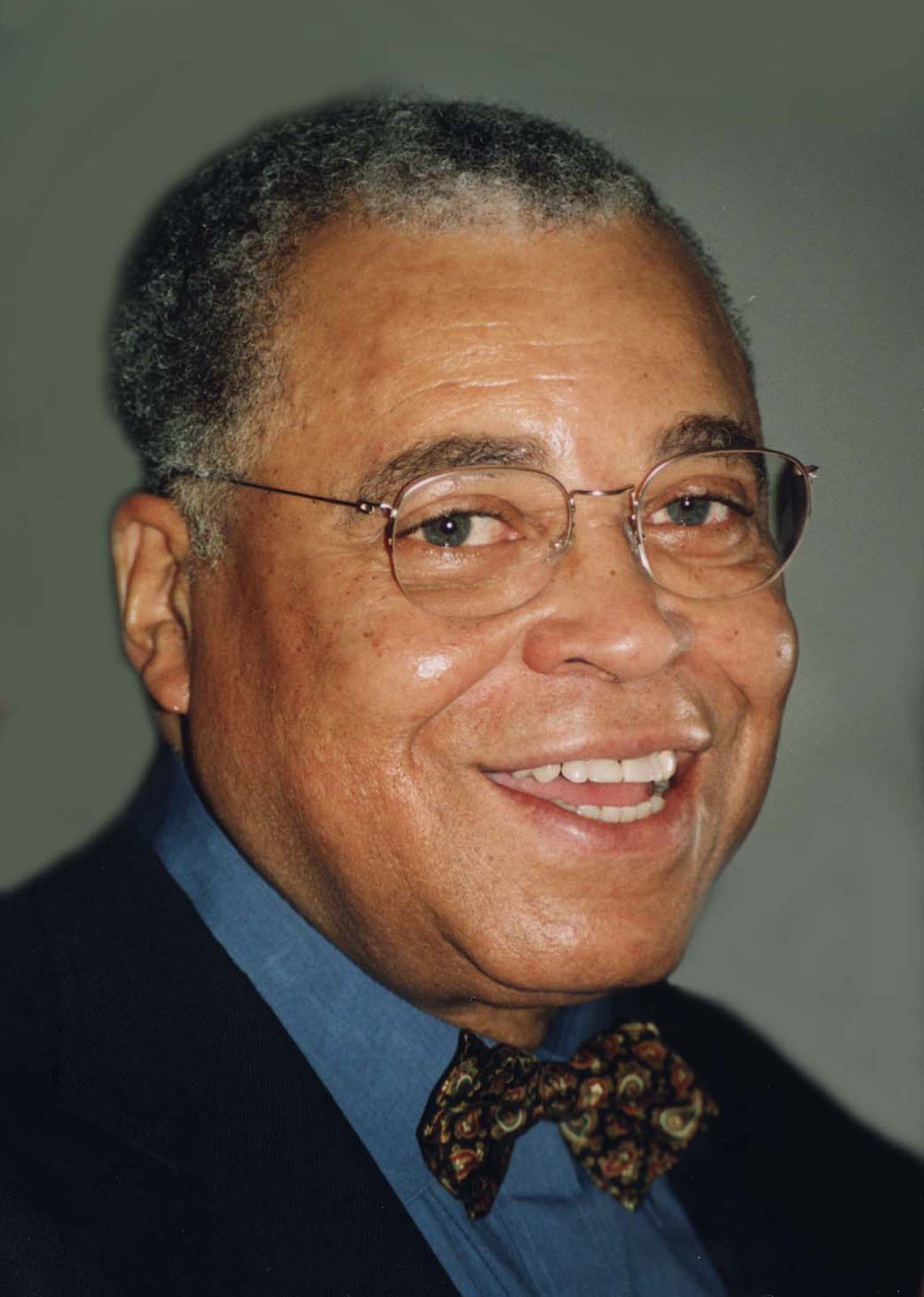
James Earl Jones, vincitore nel 1969 e nel 1987

  - Melvyn Douglas – The Best Man nel ruolo di William Russell
  - Lee Tracy – The Best Man
  - Jason Robards, Jr. – Toys in the Attic
  - Sidney Poitier – A Raisin in the Sun
  - George C. Scott – The Andersonville Trial
- 1961
  - Zero Mostel – Il rinoceronte nel ruolo di John
  - Hume Cronyn – Big Fish, Little Fish
  - Sam Levene – The Devil's Advocate
  - Anthony Quinn – Becket
- 1962
  - Paul Scofield – A Man for All Seasons nel ruolo di Sir Thomas More
  - Fredric March – Gideon
  - John Mills – Ross
  - Donald Pleasence – The Caretaker
- 1963
  - Arthur Hill – Chi ha paura di Virginia Woolf? nel ruolo di George
  - Charles Boyer – Lord Pengo
  - Paul Ford – Never Too Late
  - Bert Lahr – The Beauty Part
- 1964
  - Alec Guinness – Dylan nel ruolo di Dylan Thomas
  - Richard Burton – Amleto
  - Albert Finney – Lutero
  - Jason Robards, Jr. – After the Fall
- 1965
  - Walter Matthau – La strana coppia nel ruolo di Oscar Madison
  - John Gielgud – Tiny Alice
  - Donald Pleasence – Poor Bitos
  - Jason Robards – Hughie
- 1966
  - Hal Holbrook – Mark Twain Tonight nel ruolo di Mark Twain
  - Roland Culver – Ivanov
  - Donal Donnelly e Patrick Bedford – Philadelphia, Here I Come!
  - Nicol Williamson – Inadmissible Evidence

- 1967
  - Paul Rogers – Il ritorno a casa nel ruolo di Max
  - Hume Cronyn – Un equilibrio delicato
  - Donald Madden – Black Comedy
  - Donald Moffat – Right You Are e L'anitra selvatica
- 1968
  - Martin Balsam – You Know I Can't Hear You When the Water's Running nel ruolo di personaggi vari
  - Albert Finney – A Day in the Death of Joe Egg
  - Milo O'Shea – Staircase
  - Alan Webb – I Never Sang for My Father
- 1969
  - James Earl Jones – La grande speranza bianca nel ruolo di Jack Jefferson
  - Art Carney – Lovers
  - Alec McCowen – Hadrian the Seventh
  - Donald Pleasence – The Man in the Glass Booth

### Anni 1970
- 1970

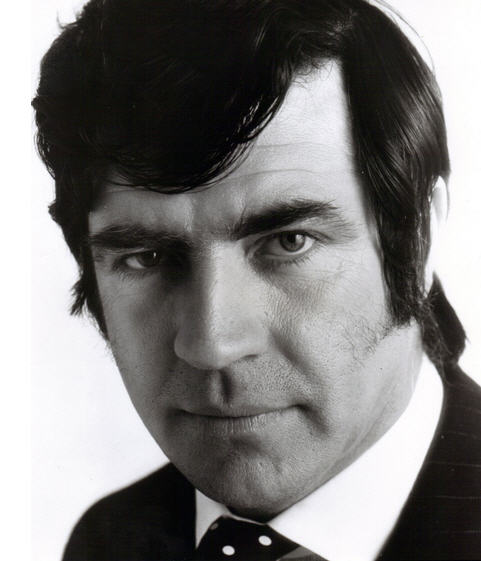
Alan Bates, vincitore nel 1973 e nel 2002

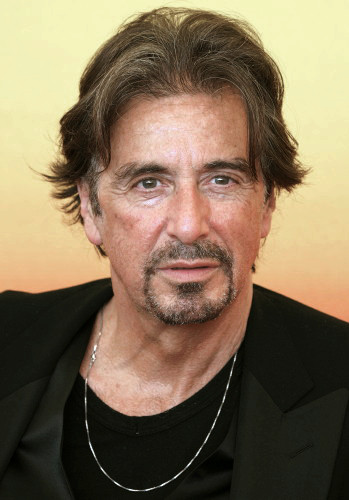
Al Pacino, vincitore nel 1977

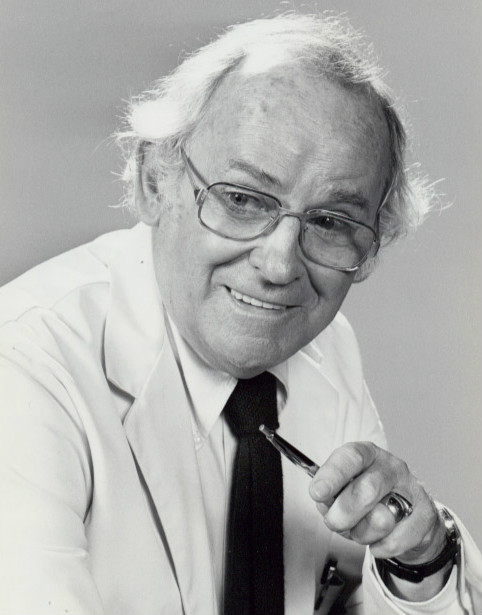
Barnard Hughes, vincitore nel 1978

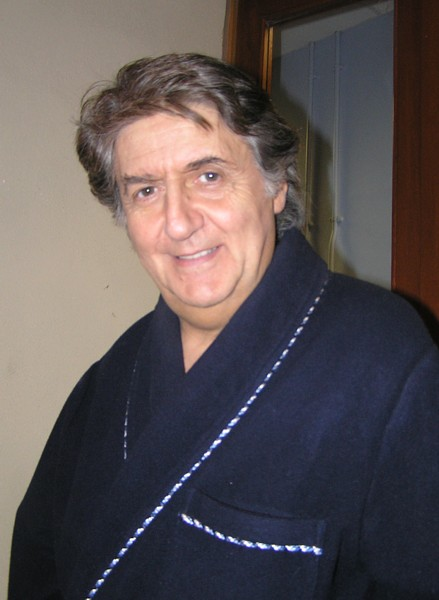
Tom Conti, vincitore nel 1979

  - Fritz Weaver – Child's Play nel ruolo di Jerome Malley
  - James Coco – The Last of the Red Hot Lovers
  - Frank Grimes – Borstal Boy
  - Stacy Keach – Indians
- 1971
  - Brian Bedford – La scuola delle mogli nel ruolo di Arnolphe
  - John Gielgud – Home
  - Alec McCowen – The Philanthropist
  - Ralph Richardson – Home
- 1972
  - Cliff Gorman – Lenny nel ruolo di Lenny Bruce
  - Tom Aldredge – Sticks and Bones
  - Donald Pleasence – Wise Child
  - Jason Robards – The Country Girl
  - Brad Smith- Bye Bye Birdie
- 1973
  - Alan Bates – Butley nel ruolo di Ben Butley
  - Jack Albertson – I ragazzi irresistibili
  - Wilfrid Hyde-White – The Jockey Club Stakes
  - Paul Sorvino – That Championship Season
- 1974
  - Michael Moriarty – Find Your Way Home nel ruolo di Julian Weston
  - Zero Mostel – Ulysses in Nighttown
  - Jason Robards – A Moon for the Misbegotten
  - George C. Scott – Zio Vanya
  - Nicol Williamson – Zio Vanya
- 1975
  - John Kani e Winston Ntshona– Sizwe Banzi is Dead e The Island nel ruolo di personaggi vari
  - Jim Dale – Scapino
  - Peter Firth – Equus
  - Henry Fonda – Clarence Darrow
  - Ben Gazzara – Hughie and Duet
  - John Wood – Sherlock Holmes
- 1976
  - John Wood – I mostri sacri nel ruolo di Henry Carr
  - Moses Gunn – The Poison Tree
  - George C. Scott – Morte di un commesso viaggiatore
  - Donald Sinden – Habeas Corpus
- 1977
  - Al Pacino – The Basic Training of Pavlo Hummel nel ruolo di Pavlo Hummel
  - Tom Courtenay – Otherwise Engaged
  - Ben Gazzara – Chi ha paura di Virginia Woolf?
  - Ralph Richardson – Terra di nessuno
- 1978
  - Barnard Hughes – Da nel ruolo di Da
  - Hume Cronyn – The Gin Game
  - Frank Langella – Dracula
  - Jason Robards – A Touch of the Poet
- 1979
  - Tom Conti – Di chi è la mia vita? nel ruolo di Ken Harrison
  - Philip Anglim – The Elephant Man
  - Jack Lemmon – Tribute
  - Alec McCowen – St. Mark's Gospel

### Anni 1980
- 1980

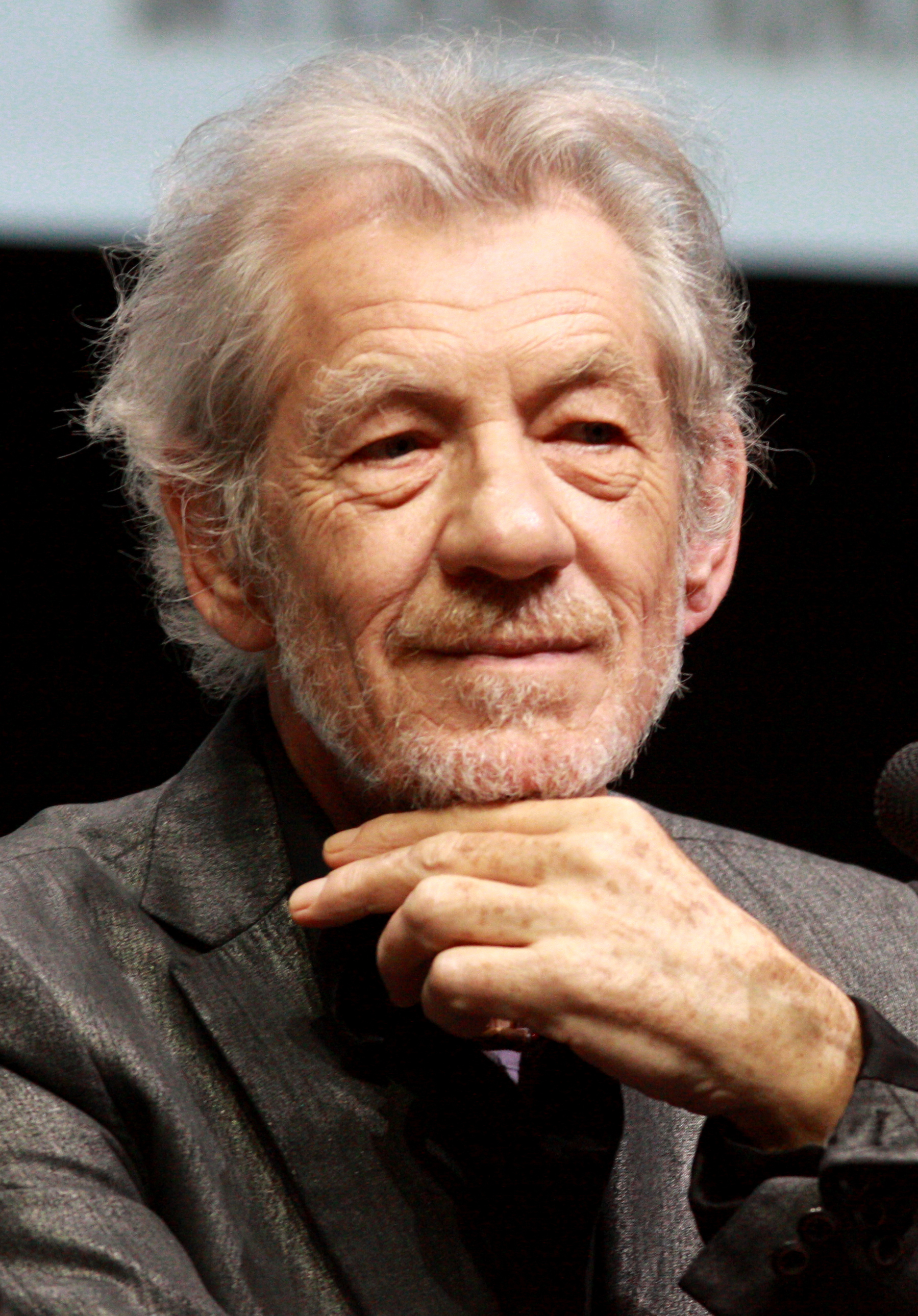
Ian McKellen, vincitore nel 1981

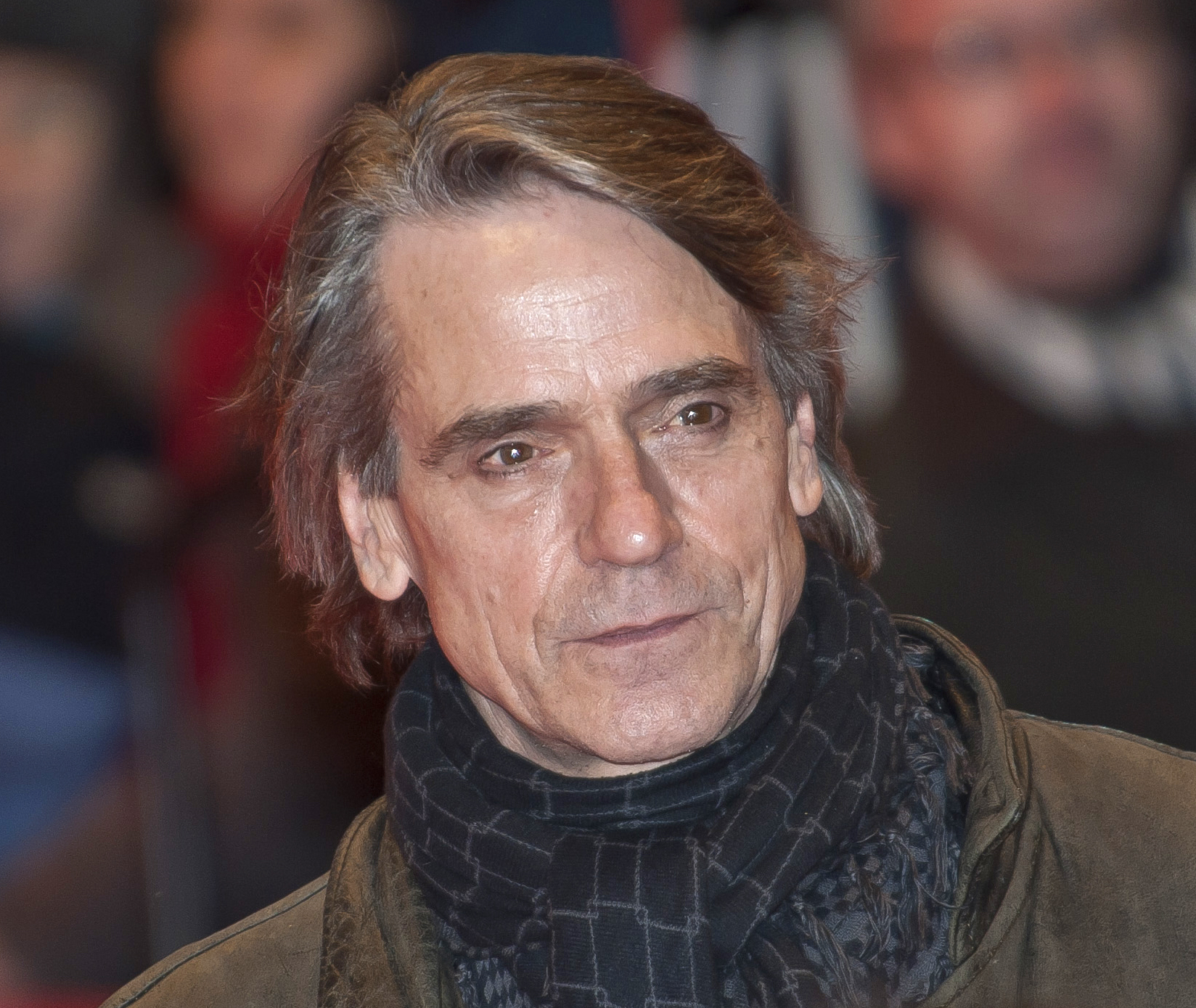
Jeremy Irons, vincitore nel 1984

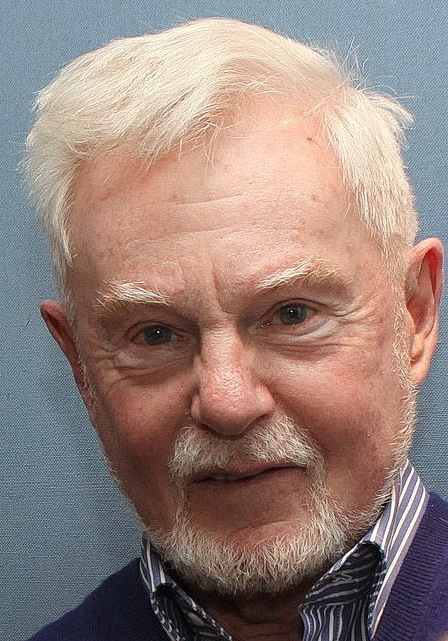
Derek Jacobi, vincitore nel 1985

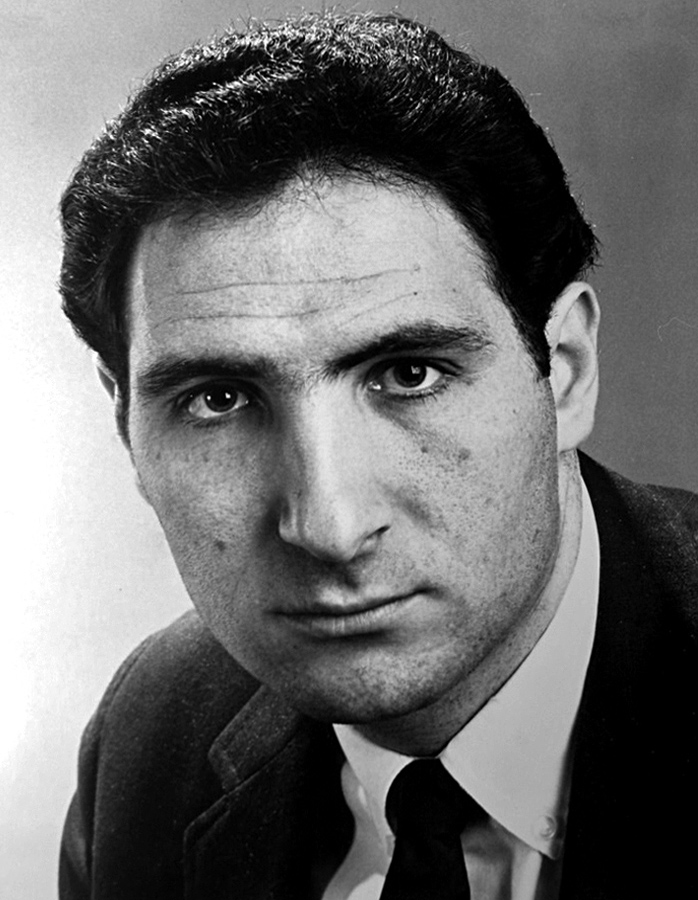
Judd Hirsch, vincitore nel 1986 e nel 1992

  - John Rubinstein – Children of a Lesser God nel ruolo di James Leeds
  - Charles Brown – Home
  - Gerald Hiken – Strider
  - Judd Hirsch – Talley's Folly
- 1981
  - Ian McKellen – Amadeus nel ruolo di Antonio Salieri
  - Tim Curry – Amadeus
  - Roy Dotrice – A Life
  - Jack Weston – The Floating Light Bulb
- 1982
  - Roger Rees – The Life and Adventures of Nicholas Nickleby nel ruolo di Nicholas Nickleby
  - Tom Courtenay – The Dresser
  - Milo O'Shea – Mass Appeal
  - Christopher Plummer – Otello
- 1983
  - Harvey Fierstein – Torch Song Trilogy nel ruolo di Arnold Beckoff
  - Jeffrey DeMunn – K2
  - Edward Herrmann – Plenty
  - Tony Lo Bianco – Uno sguardo dal ponte
- 1984 
  - Jeremy Irons – La cosa reale nel ruolo di Henry
  - Calvin Levels – Open Admissions
  - Rex Harrison – Heartbreak House
  - Ian McKellen – Ian McKellen Acting Shakespeare
- 1985 
  - Derek Jacobi – Molto rumore per nulla nel ruolo di Benedick
  - Jim Dale – A Day in the Death of Joe Egg
  - Jonathan Hogan – As Is
  - John Lithgow – Requiem for a Heavyweight
- 1986
  - Judd Hirsch – I'm Not Rappaport nel ruolo di Nat
  - Hume Cronyn – The Petition
  - Ed Harris – Precious Sons
  - Jack Lemmon – Lungo viaggio verso la notte
- 1987
  - James Earl Jones – Fences nel ruolo di Troy Maxson
  - Philip Bosco – You Never Can Tell
  - Richard Kiley – Erano tutti miei figli
  - Alan Rickman – Le relazioni pericolose
- 1988
  - Ron Silver – Speed-the-Plow nel ruolo di Charlie Fox
  - Derek Jacobi – Breaking the Code
  - John Lithgow – M. Butterfly
  - Robert Prosky – A Walk in the Woods
- 1989
  - Philip Bosco – Lend Me a Tenor nel ruolo di Saunders
  - Mikhail Baryshnikov – Metamorphosis
  - Victor Garber – Lend Me a Tenor
  - Bill Irwin – Largely New York

### Anni 1990
- 1990

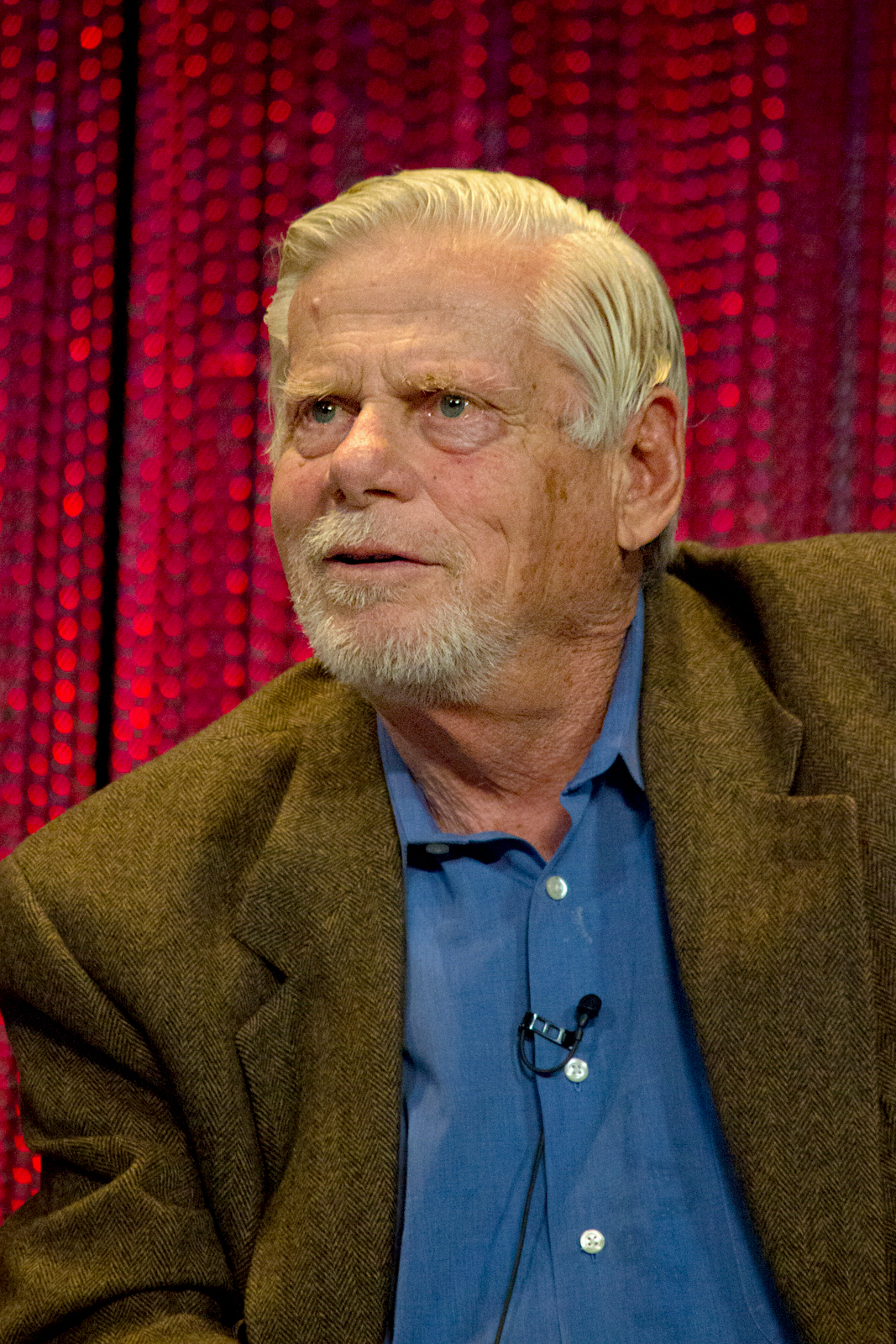
Robert Morse, vincitore nel 1990

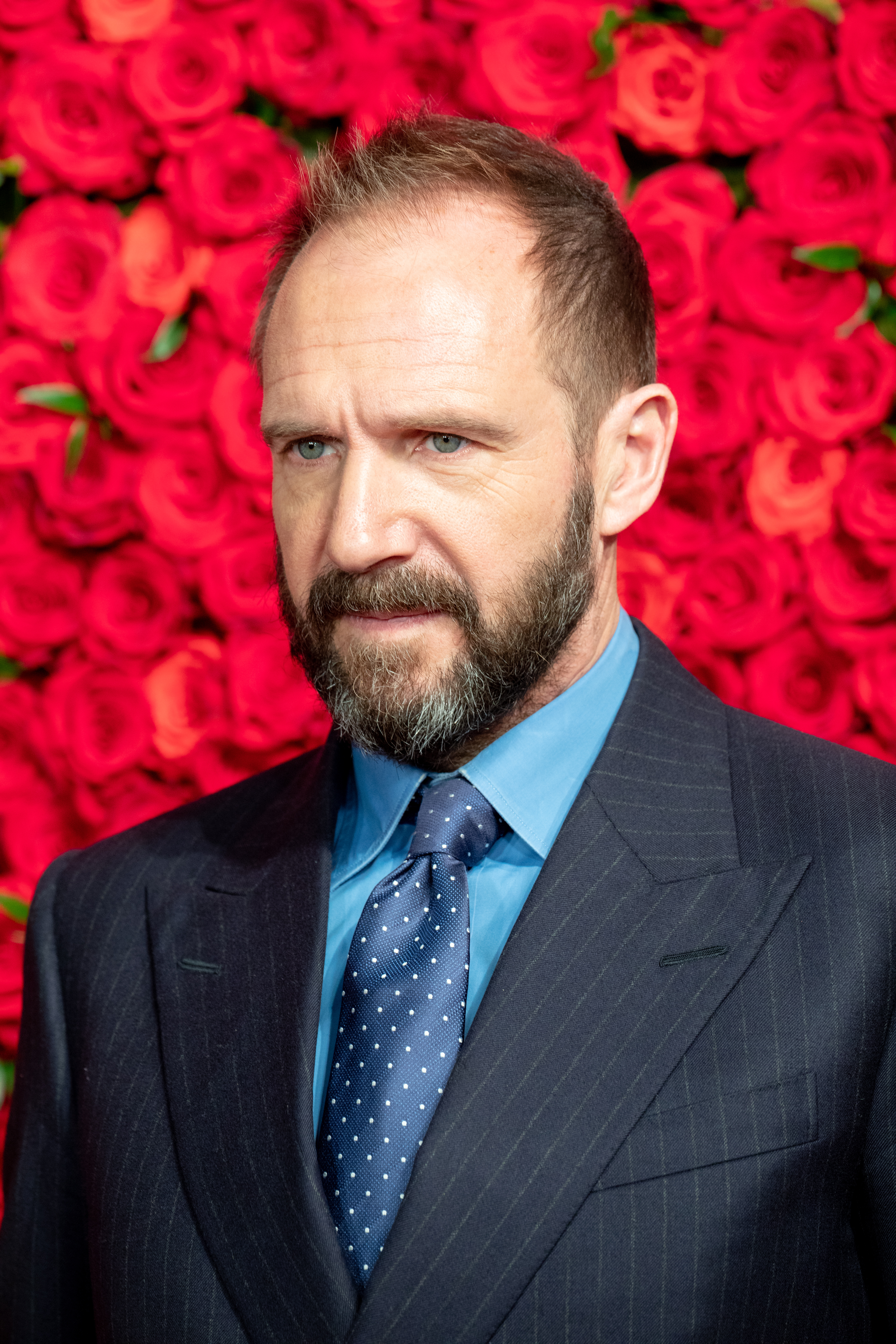
Ralph Fiennes, vincitore nel 1995

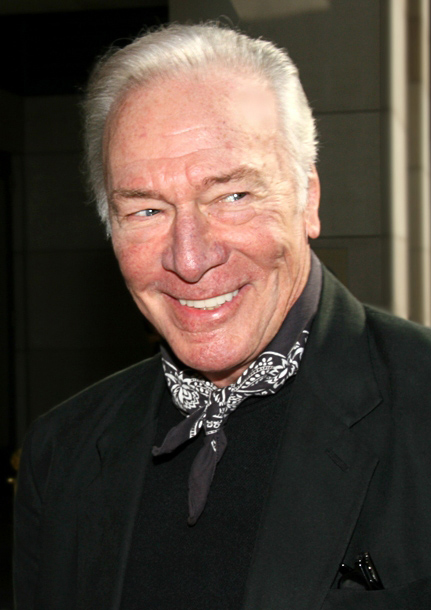
Christopher Plummer, vincitore nel 1997

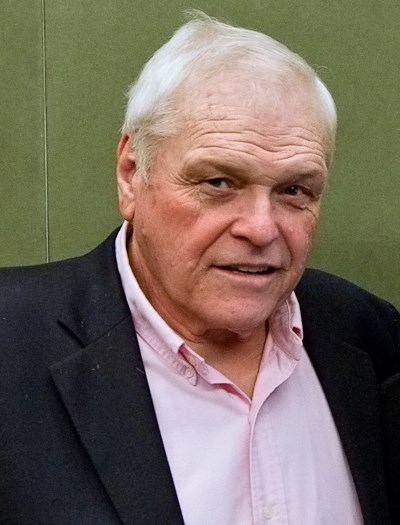
Brian Dennehy, vincitore nel 1999 e nel 2003

  - Robert Morse – Tru nel ruolo di Truman Capote
  - Charles S. Dutton – The Piano Lesson
  - Dustin Hoffman – Il mercante di Venezia
  - Tom Hulce – A Few Good Men
- 1991
  - Nigel Hawthorne – Shadowlands nel ruolo di C.S. Lewis
  - Peter Frechette – Our Country's Good
  - Tom McGowan – La Bête
  - Courtney B. Vance – Six Degrees of Separation
- 1992
  - Judd Hirsch – Conversations with My Father nel ruolo di Eddie
  - Alan Alda – Jake's Women
  - Alec Baldwin – Un tram che si chiama Desiderio
  - Brian Bedford – Two Shakespearean Actors
- 1993
  - Ron Leibman – Angels in America - Si avvicina il millennio nel ruolo di Roy Cohn, et al
  - K. Todd Freeman – The Song of Jacob Zulu
  - Liam Neeson – Anna Christie
  - Stephen Rea – Someone Who'll Watch Over Me
- 1994
  - Stephen Spinella – Angels in America - Perestroika nel ruolo di Prior Walter
  - Brian Bedford – Timone d'Atene
  - Christopher Plummer – Terra di nessuno
  - Sam Waterston – Abe Lincoln in Illinois
- 1995
  - Ralph Fiennes – Amleto nel ruolo di Amleto
  - Brian Bedford – The Molière Comedies
  - Roger Rees – Indiscretions
  - Joe Sears – A Tuna Christmas
- 1996
  - George Grizzard – Un equilibrio delicato nel ruolo di Tobias
  - Philip Bosco – Moon Over Buffalo
  - George C. Scott – Inherit the Wind
  - Martin Shaw – Un marito ideale
- 1997
  - Christopher Plummer – Barrymore nel ruolo di John Barrymore
  - Brian Bedford – London Assurance
  - Michael Gambon – Skylight
  - Antony Sher – Stanley

- 1998
  - Anthony LaPaglia – Uno sguardo dal ponte nel ruolo di Eddie
  - Richard Briers – The Chairs
  - John Leguizamo – Freak
  - Alfred Molina – 'Art'
- 1999
  - Brian Dennehy – Morte di un commesso viaggiatore nel ruolo di Willy Loman
  - Brían F. O'Byrne – The Lonesome West
  - Corin Redgrave – Not About Nightingales
  - Kevin Spacey – Arriva l'uomo del ghiaccio

### Anni 2000
- 2000

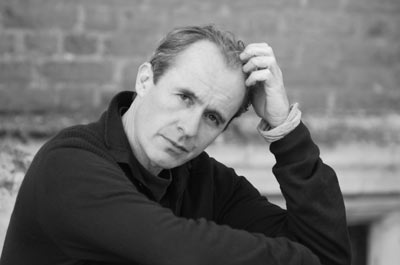
Stephen Dillane, vincitore nel 2000

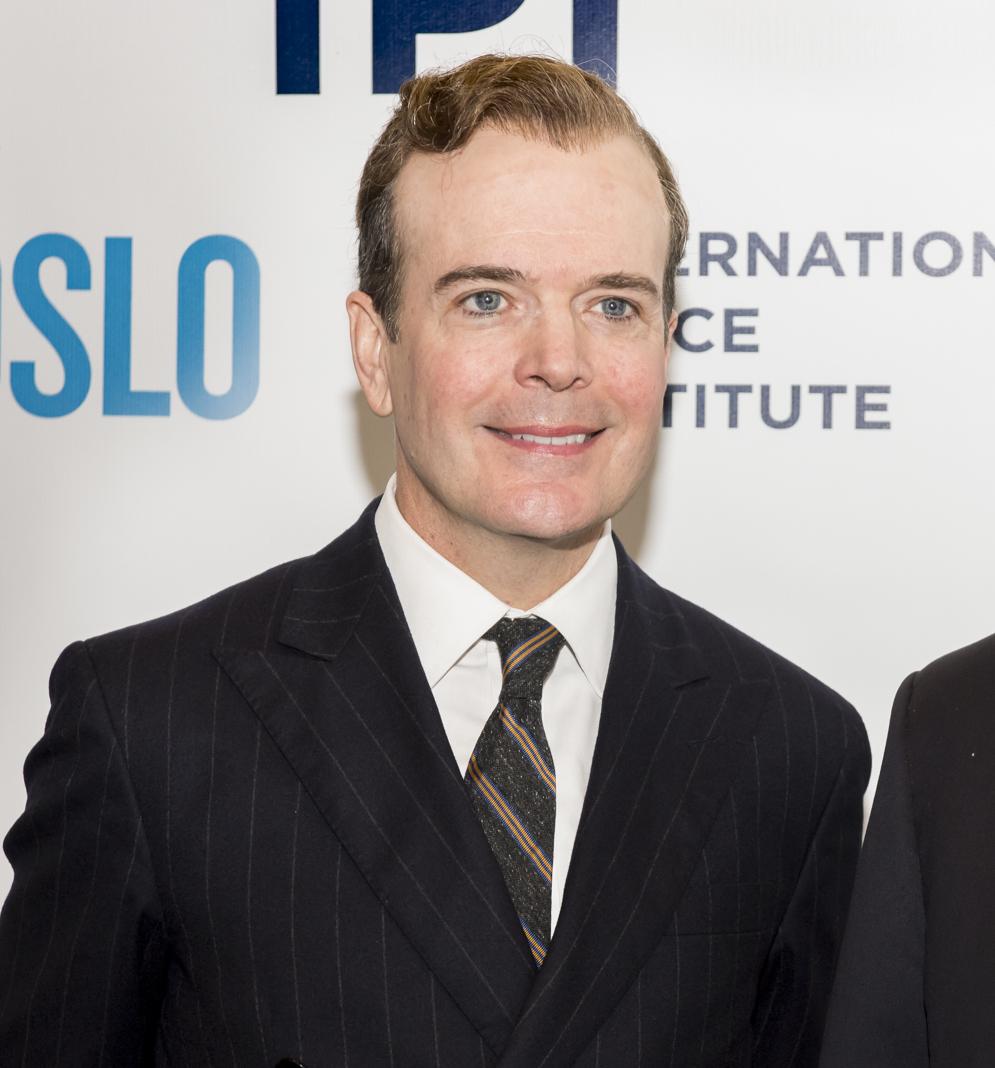
Jefferson Mays, vincitore nel 2004

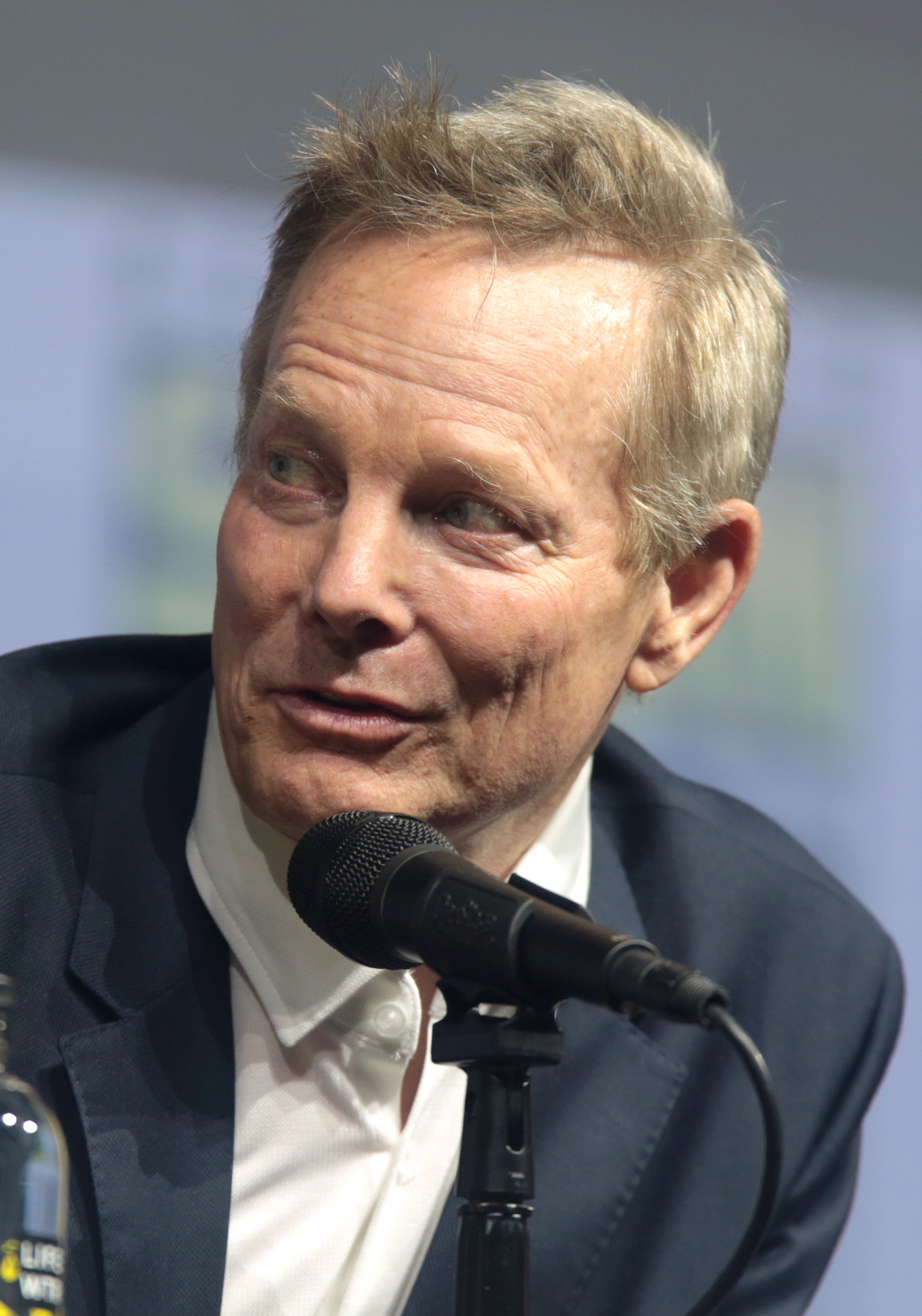
Bill Irwin, vincitore nel 2005

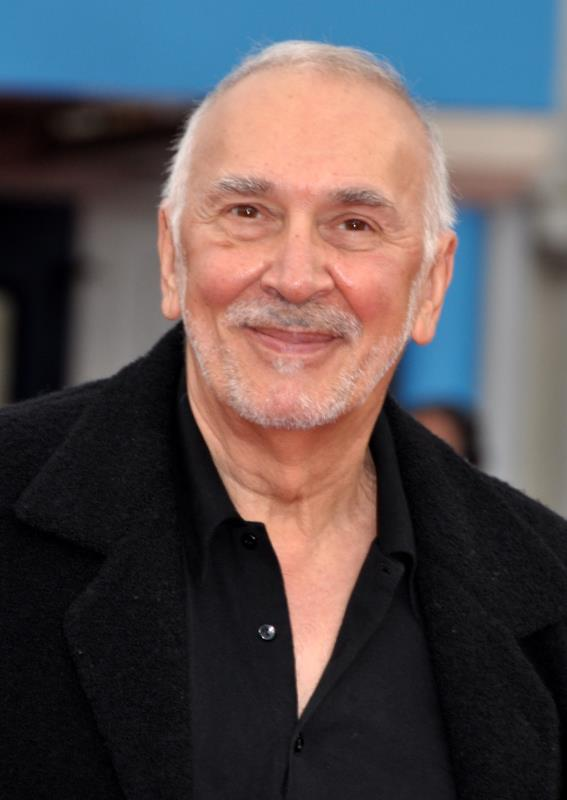
Frank Langella, vincitore nel 2007 e nel 2016

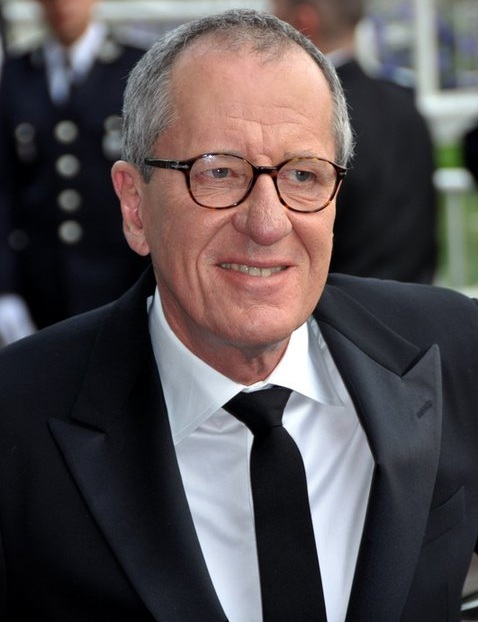
Geoffrey Rush, vincitore nel 2009

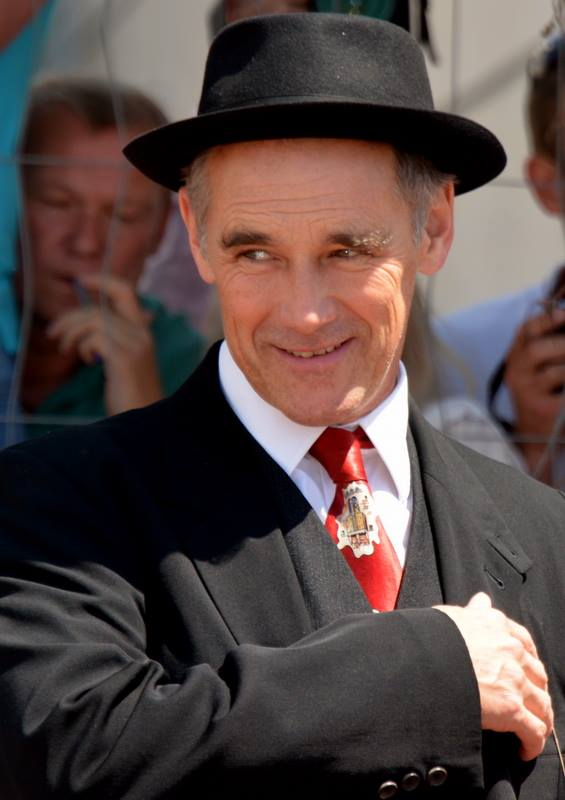
Mark Rylance, vincitore nel 2008 e nel 2011

  - Stephen Dillane – La cosa reale nel ruolo di Henry
  - Gabriel Byrne – A Moon for the Misbegotten
  - Philip Seymour Hoffman – True West
  - John C. Reilly – True West
  - David Suchet – Amadeus
- 2001
  - Richard Easton – The Invention of Love nel ruolo di A.E. Houseman, a 77 anni
  - Seán Campion – Stones in His Pockets
  - Conleth Hill – Stones in His Pockets
  - Brian Stokes Mitchell – King Hedley II
  - Gary Sinise – One Flew Over the Cuckoo's Nest
- 2002
  - Alan Bates – Fortune's Fool nel ruolo di Vassily Semyonitch Kuzovkin
  - Billy Crudup – The Elephant Man
  - Liam Neeson – Il crogiuolo
  - Alan Rickman – Private Lives
  - Jeffrey Wright – Topdog/Underdog
- 2003
  - Brian Dennehy – Lungo viaggio verso la notte nel ruolo di James Tyrone Sr.
  - Brian Bedford – Il Tartufo
  - Eddie Izzard – A Day in the Death of Joe Egg
  - Paul Newman – Piccola città
  - Stanley Tucci – Frankie and Johnny in the Clair de Lune
- 2004
  - Jefferson Mays – I Am My Own Wife nel ruolo di Charlotte von Mahlsdorf, et al
  - Simon Russell Beale – Jumpers
  - Kevin Kline – Enrico IV (una combinazione di Parte I e Parte II)
  - Frank Langella – Match
  - Christopher Plummer – Re Lear
- 2005
  - Bill Irwin – Chi ha paura di Virginia Woolf? nel ruolo di George
  - Philip Bosco – La parola ai giurati
  - Billy Crudup – The Pillowman
  - James Earl Jones – On Golden Pond
  - Brían F. O'Byrne – Il dubbio
- 2006
  - Richard Griffiths – The History Boys nel ruolo di Hector
  - Ralph Fiennes – Faith Healer
  - Željko Ivanek – Corte marziale per l'ammutinamento del Caine
  - Oliver Platt – Shining City
  - David Wilmot – The Lieutenant of Inishmore
- 2007
  - Frank Langella – Frost/Nixon nel ruolo di Richard M. Nixon
  - Boyd Gaines – Journey's End
  - Brían F. O'Byrne – The Coast of Utopia
  - Christopher Plummer – Inherit the Wind
  - Liev Schreiber – Talk Radio
- 2008 
  -  Mark Rylance – Boeing Boeing nel ruolo di Robert
  - Ben Daniels – Les Liaisons Dangereuses
  - Laurence Fishburne – Thurgood
  - Rufus Sewell – Rock 'n' Roll
  - Patrick Stewart – Macbeth
- 2009
  - Geoffrey Rush – Il re muore nel ruolo di King Berenger
  - Jeff Daniels – Le Dieu du Carnage
  - Raúl Esparza – Speed-the-Plow
  - James Gandolfini – Le Dieu du Carnage
  - Thomas Sadoski – reasons to be pretty

### Anni 2010
- 2010

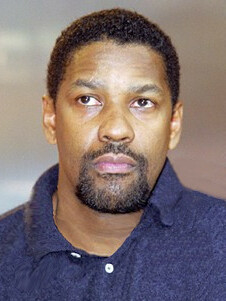
Denzel Washington, vincitore nel 2010

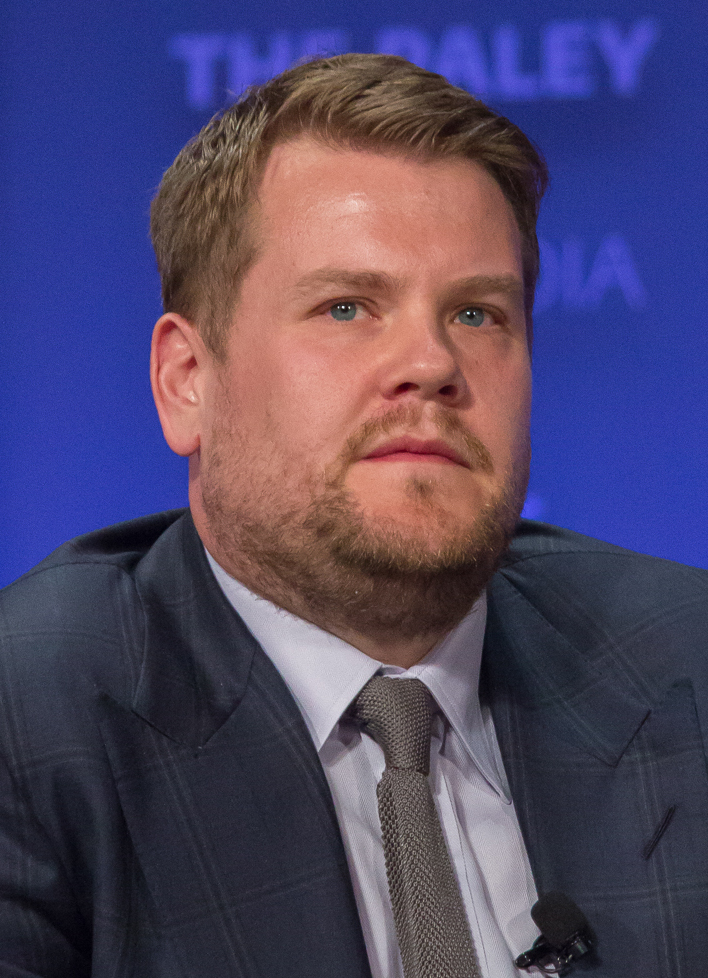
James Corden, vincitore nel 2012

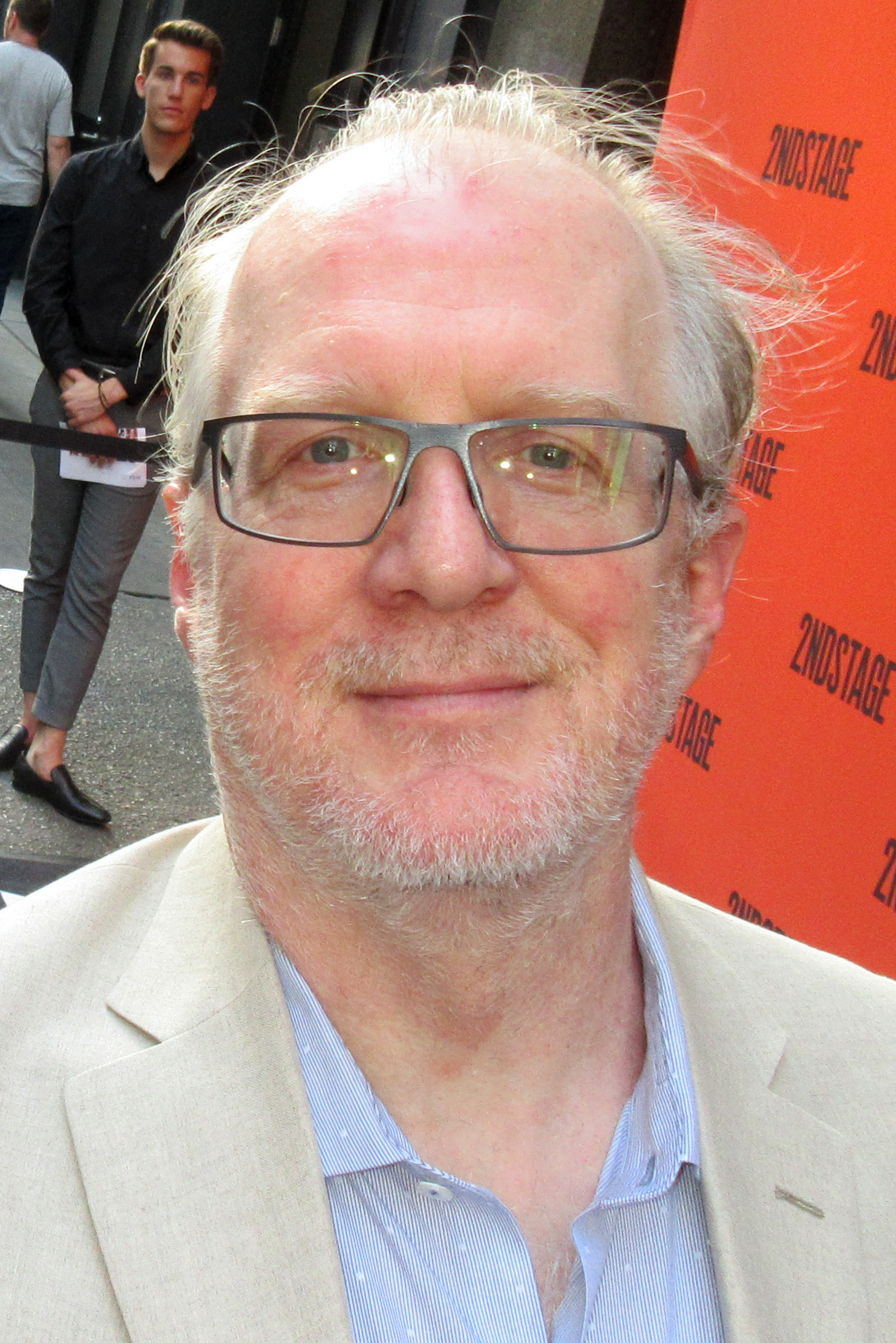
Tracy Letts, vincitore nel 2013

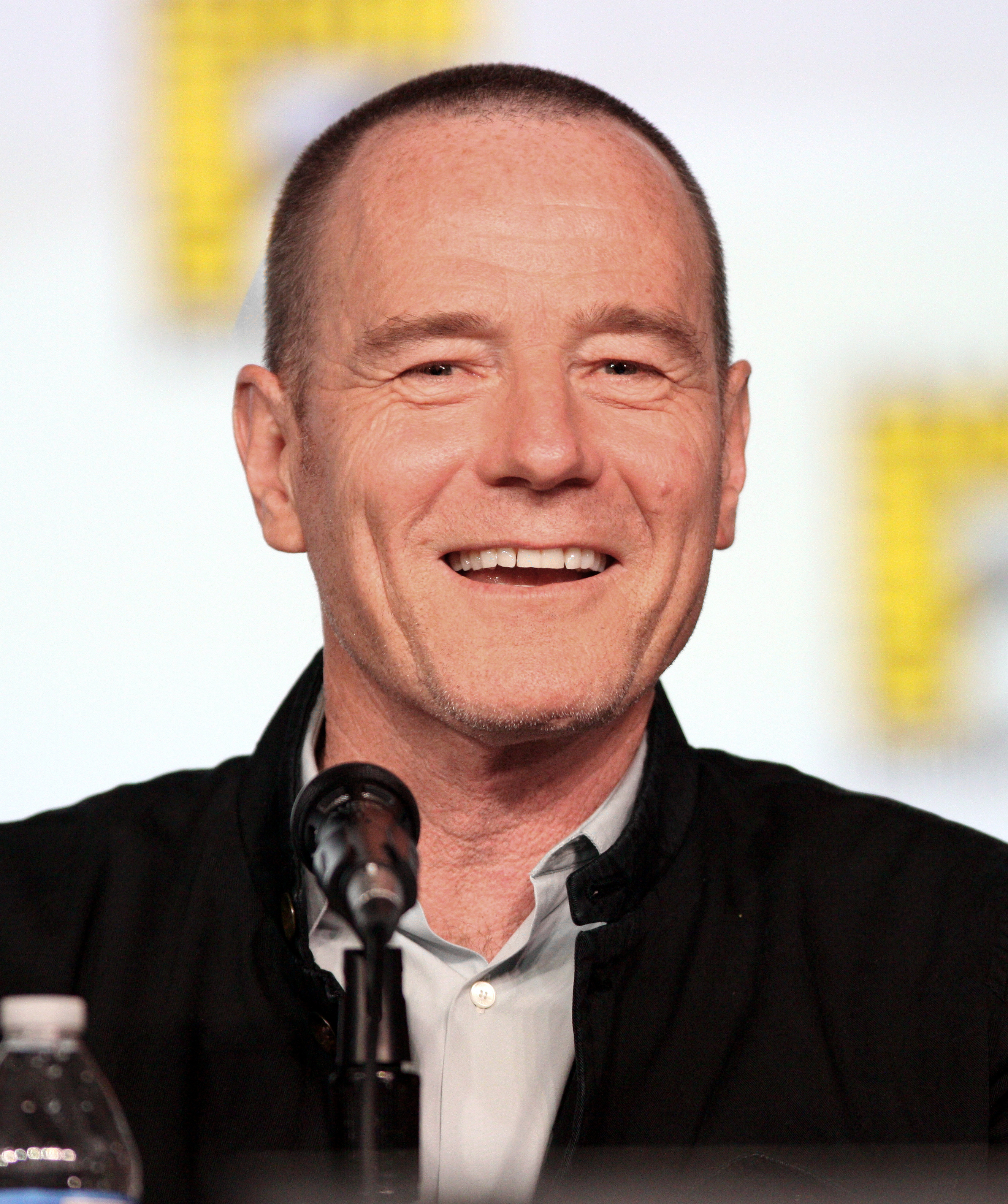
Bryan Cranston, vincitore nel 2014 e nel 2019

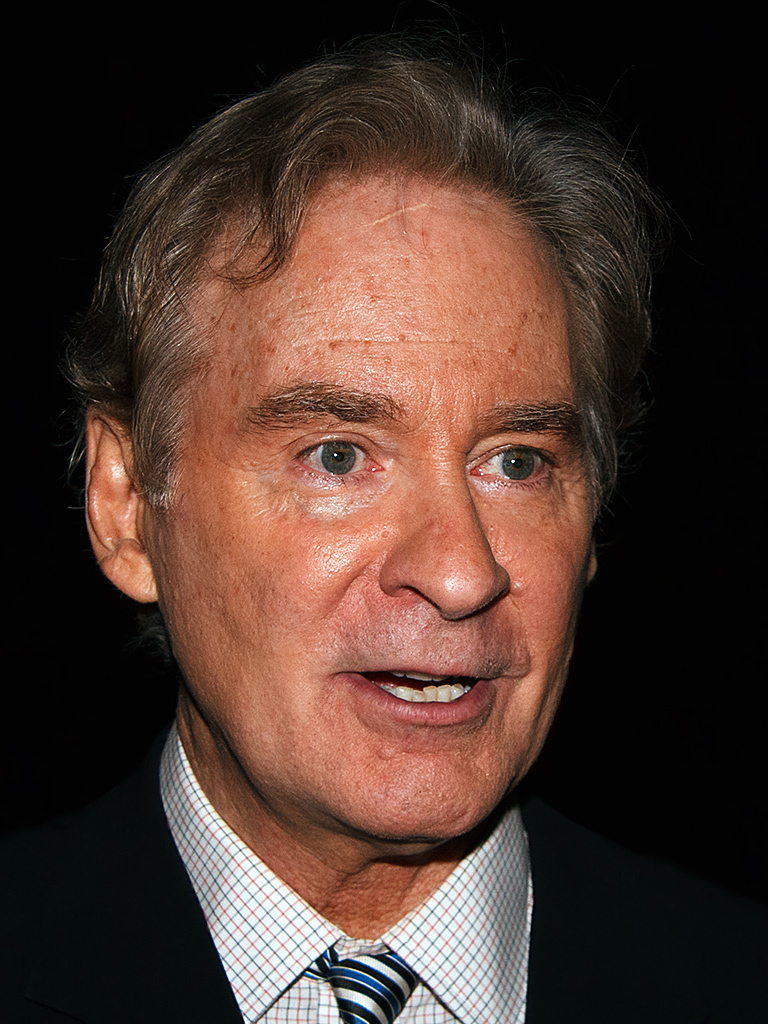
Kevin Kline, vincitore nel 2017

  - Denzel Washington – Fences nel ruolo di Troy Maxson
  - Jude Law – Amleto
  - Alfred Molina – Red
  - Liev Schreiber – Uno sguardo dal ponte
  - Christopher Walken – A Behanding in Spokane
- 2011
  - Mark Rylance – Jerusalem nel ruolo di Johnny "Rooster" Byron
  - Brian Bedford – L'importanza di chiamarsi Ernesto
  - Bobby Cannavale – The Motherfucker with the Hat
  - Joe Mantello – The Normal Heart
  - Al Pacino – Il mercante di Venezia
- 2012
  - James Corden – One Man, Two Guvnors nel ruolo di Francis Henshall
  - James Earl Jones – The Best Man nel ruolo di President Art Hockstader
  - Frank Langella – Man and Boy nel ruolo di Gregor Antonescu
  - John Lithgow – The Columnist nel ruolo di Joseph Alsop
  - Philip Seymour Hoffman – Morte di un commesso viaggiatore nel ruolo di Willy Loman
- 2013
  - Tracy Letts - Who's Afraid of Virginia Woolf? nel ruolo di George
  - Tom Hanks - Lucky Guy nel ruolo di Mike McAlary
  - Nathan Lane - The Nance nel ruolo di Chauncey Miles
  - David Hyde Pierce - Vanya and Sonia and Masha and Spike  nel ruolo di Vanya
  - Tom Sturridge - Orphans nel ruolo di Phillip
- 2014
  - Bryan Cranston - All the Way nel ruolo di Lyndon B. Johnson
  - Samuel Barnett - La dodicesima notte nel ruolo di Viola
  - Chris O'Dowd - Of Mice and Men nel ruolo di Lennie Small
  - Mark Rylance - Richard III nel ruolo di Richard III
  - Tony Shalhoub - Act One nei ruoli di Moss Hart, Barnett Hart e George S. Kaufman
- 2015
  - Alex Sharp - Lo strano caso del cane ucciso a mezzanotte nel ruolo di Christopher Boone
  - Steven Boyer - Hand to God nel ruolo di Jason / Tyrone
  - Bradley Cooper - The Elephant Man	nel ruolo di John Merrick
  - Ben Miles - Wolf Hall Parts One & Two nel ruolo di Thomas Cromwell
  - Bill Nighy - Skylight nel ruolo di Tom Sergeant
- 2016
  - Frank Langella - The Father nel ruolo di Andre
  - Gabriel Byrne - Lungo viaggio verso la notte nel ruol odi James Tyrone
  - Jeff Daniels - Blackbird nel ruolo di Ray Brooks
  - Tim Pigott-Smith - King Charles III nel ruolo di Re Carlo III
  - Mark Strong - Uno sguardo dal ponte nel ruolo di Eddie Carbone
- 2017
  - Kevin Kline - Present Laughter nel ruolo di Garry Essendine
  - Denis Arndt - Heisenberg nel ruolo di Alex Priest
  - Chris Cooper - A Doll's House, Part 2 nel ruolo di Torvald Helmer
  - Corey Hawkins - Sei Gradi di Separazione nel ruolo di Paul
  - Jefferson Mays - Oslo nel ruolo di Terje Rød-Larsen
- 2018
  - Andrew Garfield - Angels in America - Fantasia gay su temi nazionali nel ruolo di Prior Walter
  - Tom Hollander - I mostri sacri  nel ruolo di Henry Carr
  - Jamie Parker - Harry Potter e la maledizione dell'erede nel ruolo di Harry Potter
  - Mark Rylance - Farinelli and the King nel ruolo di Filippo V
  - Denzel Washington - The Iceman Cometh nel ruolo di Theodore "Hickey" Hickman
- 2019
  - Bryan Cranston - Network nel ruolo di Howard Beale
  - Paddy Considine - The Ferryman nel ruolo di Quinn Carney
  - Jeff Daniels - Il buio oltre la siepe nel ruolo di Atticus Finch
  - Adam Driver - Burn This nel ruolo di Pale
  - Jeremy Pope - Choir Boy nel ruolo di Pharus Jonathan Young

### Anni 2020
- 2021

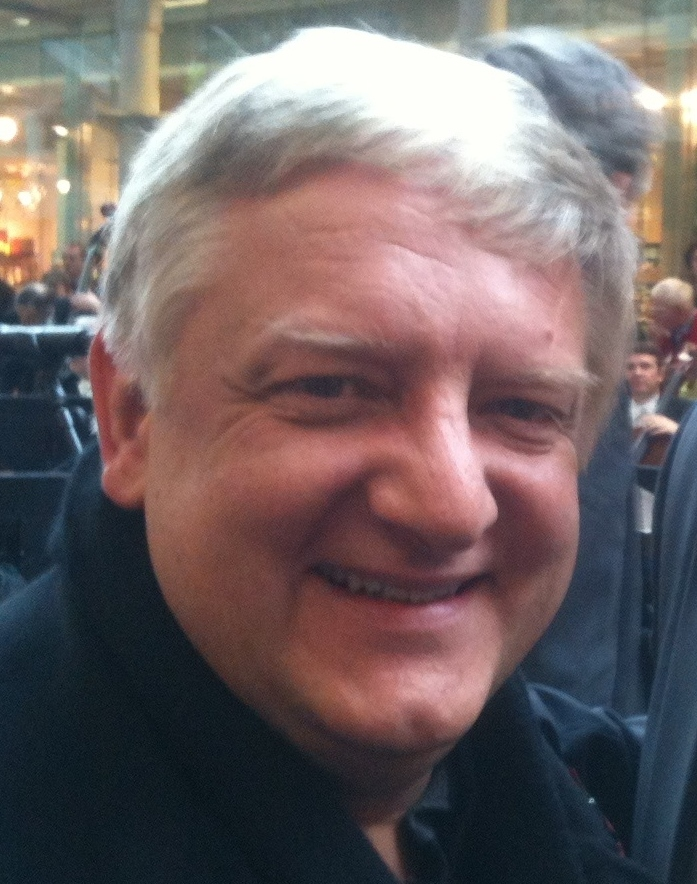
Simon Russell Beale, vincitore nel 2022

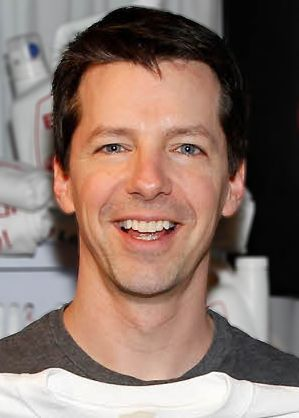
Sean Hayes, vincitore nel 2023

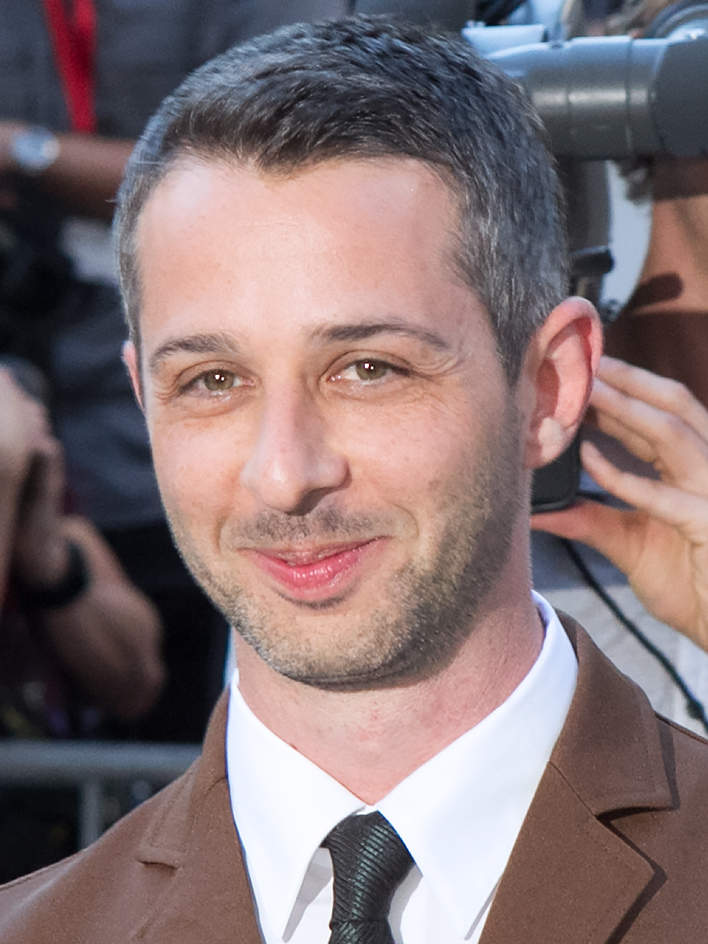
Jeremy Strong, vincitore nel 2024

  - Andrew Burnap - The Inheritance nel ruolo do Toby Young
  - Ian Barford - Linda Vista nel ruolo di Wheeler
  - Jake Gyllenhaal - Sea Wall/A Life nel ruolo di Abe
  - Tom Hiddleston - Tradrimenti nel ruolo di Robert
  - Tom Sturridge - Sea Wall/A Life nel ruolo di Alex
  - Blair Underwood - A Soldier's Play nel ruolo di Richard Davenport
- 2022
  - Simon Russell Beale - The Lehman Trilogy nel ruolo di Henry Lehman
  - Adam Godley - The Lehman Trilogy nel ruolo di Mayer Lehman
  - Adrian Lester - The Lehman Trilogy nel ruolo di Emanuel Lehman
  - David Morse - How I Learned to Drive nel ruolo di Zio Peck
  - Sam Rockwell - American Buffalo nel ruolo di Teach
  - Ruben Santiago-Hudson - Lackawanna Blues nel ruolo di vari personaggi
  - David Threlfall - Hangmen nel ruolo di James Hennessy
- 2023
  - Sean Hayes - Good Night, Oscar nel ruolo di Oscar Levant
  - Yahya Abdul-Mateen II - Topdog/Underdog nel ruolo di Booth
  - Corey Hawkins - Topdog/Underdog nel ruolo di Lincoln
  - Stephen McKinley Henderson - Between Riverside and Crazy nel ruolo di Walter "Pops" Washington
  - Wendell Pierce - Morte di un commesso viaggiatore nel ruolo di Willy Loman
- 2024
  - Jeremy Strong - Un nemico del popolo nel ruolo di Thomas Stockmann
  - William Jackson Harper - Zio Vanja nel ruolo di Astrov
  - Leslie Odom Jr. - Purlie Victorious nel ruolod i Purlie Victorious Judson
  - Liev Schreiber – Il dubbio nel ruolo di Padre Brendan Flynn
  - Michael Stuhlbarg - Patriots nel ruolo di Boris Abramovič Berezovskij
- 2025
  - Cole Escola - Oh, Mary! nel ruolo di Mary Todd Lincoln
  - George Clooney - Good Night, and Good Luck nel ruolo di Edward R. Murrow
  - Jon Michael Hill - Purpose nel ruolo di Nazareth "Naz" Jasper
  - Daniel Dae Kim - Yellow Face nel ruolo di DHH
  - Harry Lennix - Purpose nel ruolo di Solomon "Sonny" Jasper
  - Louis McCartney - Stranger Things: The First Shadow nel ruolo di Henry Creel

## Attori più premiati
- Alan Bates (2)
- Bryan Cranston (2)
- Brian Dennehy (2)
- José Ferrer (2)
- Judd Hirsch (2)
- James Earl Jones (2)
- Fredric March (2)